# São Tomé och Príncipes damlandslag i fotboll
São Tomé och Príncipes damlandslag i fotboll representerar São Tomé och Príncipe i fotboll på damsidan. Dess förbund är Federação Santomense de Futebol.